# GENESIS (programari)
GENESIS (The General Neural Simulation System ) és un entorn de simulació per construir models realistes de sistemes neurobiològics a molts nivells d'escala que inclouen: processos subcel·lulars, neurones individuals, xarxes de neurones i sistemes neuronals. Aquestes simulacions són "implementacions per ordinador de models que tenen com a objectiu principal capturar el que se sap de l'estructura anatòmica i les característiques fisiològiques del sistema neuronal d'interès". GENESIS està pensat per quantificar el marc físic del sistema nerviós de manera que permeti una fàcil comprensió de l'estructura física dels nervis en qüestió. "En l'actualitat només GENESIS permet el modelatge paral·lelitzat de neurones i xarxes individuals en ordinadors paral·lels de múltiples instruccions i dades múltiples". El desenvolupament del programari GENESIS es va estendre des de casa seva a Caltech fins als laboratoris de la Universitat de Texas a San Antonio, la Universitat d'Anvers, el Centre Nacional de Ciències Biològiques de Bangalore, la Universitat de Colorado, el Centre de Supercomputació de Pittsburgh, el Centre de Supercomputació de San Diego i la Universitat Emory.

## Neurones i sistemes neuronals
GENESIS treballa creant entorns de simulació per construir models de neurones o sistemes neuronals. " Les cèl·lules nervioses són capaces de comunicar-se entre elles d'una manera tan altament estructurada com per formar xarxes neuronals. Per entendre les xarxes neuronals, cal entendre les maneres en què una neurona es comunica amb una altra mitjançant connexions sinàptiques i el procés anomenat transmissió sinàptica".  Les neurones tenen una estructura especialitzada per a la seva funció, "es diferencien de la majoria de les altres cèl·lules del cos perquè estan polaritzades i tenen regions morfològiques diferents, cadascuna amb funcions específiques".  Les dues regions importants d'una neurona són la dendrita i l'axó. "Les dendrites són la regió on una neurona rep connexions d'altres neurones. El cos cel·lular o soma conté el nucli i els altres orgànuls necessaris per a la funció cel·lular. L'axó és un component clau de les cèl·lules nervioses sobre la qual es transmet la informació des d'una part de la neurona (per exemple, el cos cel·lular) a les regions terminals de la neurona".  La tercera peça important d'una neurona és la sinapsi. "La sinapsi és la regió terminal de l'axó, aquí és on una neurona forma una connexió amb una altra i transmet informació mitjançant el procés de transmissió sinàptica".
Les xarxes neuronals com les simulades amb el programari GENESIS poden arribar a ser ràpidament molt complexes i difícils d'entendre. "Només unes quantes neurones interconnectades (un microcircuit) poden fer tasques sofisticades com mediar reflexos, processar informació sensorial, generar locomoció i mediar l'aprenentatge i la memòria. Les xarxes encara més complexes, els macrocircuits, consisteixen en múltiples microcircuits incrustats. Els macrocircuits medien funcions cerebrals superiors com el reconeixement d'objectes i la cognició".  GENESIS intenta simular els sistemes neuronals tal com es troben a la natura. Sovint, "una neurona pot rebre contactes de fins a 10.000 neurones presinàptiques i, al seu torn, qualsevol neurona pot contactar fins a 10.000 neurones postsinàptiques. La possibilitat combinatòria podria donar lloc a circuits neuronals o topologies de xarxa enormement complexes, que poden ser molt difícils d'entendre".

## Història
GENESIS va ser desenvolupat pel Dr. James M. Bower, al laboratori de Caltech, i va ser llançat per primera vegada al públic el 1988 en associació amb el primer Curs de Methods in Computational Neuroscience al Marine Biological Laboratory a Woods Hole, MA. El codi font complet del programari es va publicar el mateix any sota un model de programari obert per al desenvolupament. Ara compta amb el suport de la Computational Biology Initiative de la Universitat de Texas a San Antonio i està disponible gratuïtament juntament amb guies tutorials sobre el seu ús. P-GENESIS, una versió paral·lela de GENESIS, es va executar per primera vegada l'any 1990 a l'Intel Delta, que era el prototip de la família Intel Paragon de superordinadors massivament paral·lels.

## Com funciona GENESIS

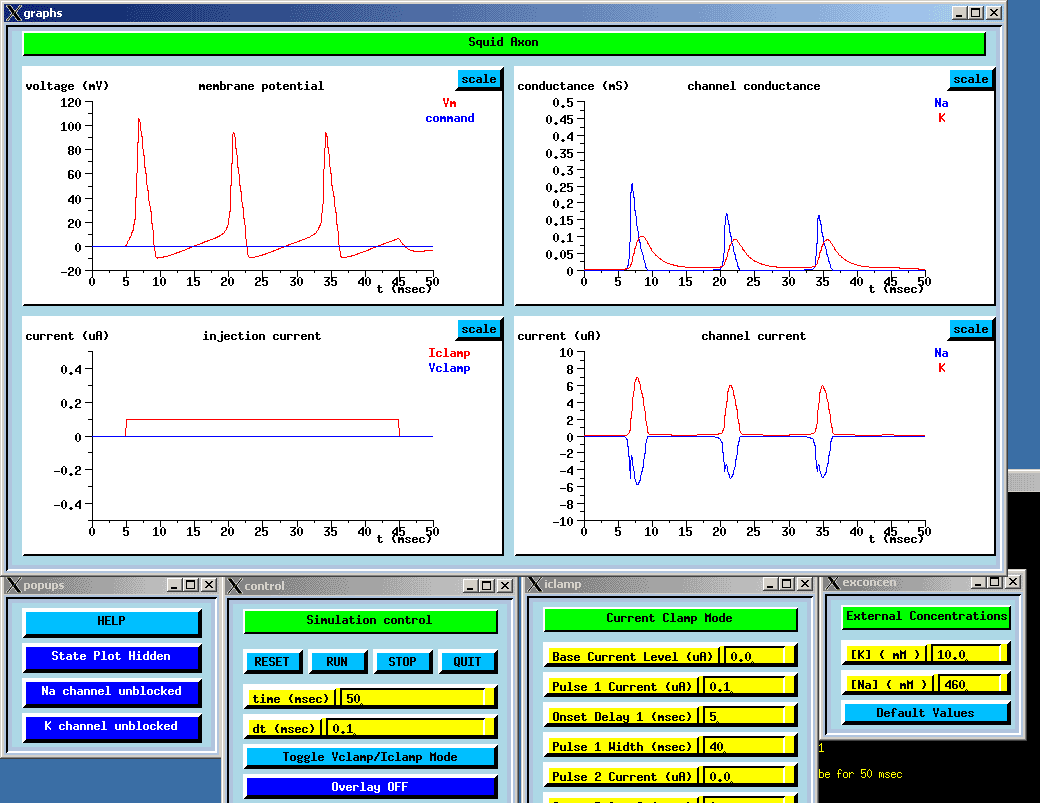
Interfície

GENESIS és útil per crear un entorn de simulació per construir models de sistemes neurobiològics, com ara:
- processos subcel·lulars
- neurones individuals
- xarxes de neurones
- sistemes neuronals

El sistema GENESIS és complicat, però relativament fàcil d'utilitzar.
Un individu pot introduir ordres d'una de les tres maneres següents: fitxers de script, interfície gràfica d'usuari o l'intèrpret d'ordres GENESIS. Aquestes ordres són processades per l'intèrpret del llenguatge de script. "L'intèrpret de llenguatge de script processa les ordres introduïdes mitjançant el teclat, els fitxers de script o la interfície gràfica d'usuari i les passa al motor de simulació GENESIS. El motor de simulació també carrega biblioteques d'objectes compilats, llegeix i escriu fitxers de dades i interacciona amb la interfície gràfica d'usuari".  A continuació es mostra una representació gràfica del procés d'entrada de l'usuari i una mostra de sortida de GENESIS.

## Aplicacions
La majoria de les aplicacions actuals de GENESIS impliquen simulacions realistes de sistemes biològics. Normalment s'utilitza per simular el comportament d'estructures cerebrals més grans, per exemple l'escorça cerebral. Aquests estudis es produeixen amb més freqüència en cursos de laboratori de simulació neuronal a Caltech i al Laboratori de Biologia Marina de Woods Hole, Massachusetts.
GENESIS es pot utilitzar en combinació amb el programari de la Universitat Yale anomenat NEURON com a mitjà perquè els científics col·laborin per construir una descripció física del sistema nerviós. El programari GENESIS també es pot utilitzar amb Kinetikit en el modelatge de vies de transducció de senyals.
GENESIS s'ha utilitzat en molts estudis. Alguns d'aquests estudis impliquen investigacions que se centren en el desenvolupament de programari que seria útil en moltes disciplines. Altres són estudis de neurones, com les cèl·lules de Purkinje. Aquests estudis van utilitzar GENESIS per simular cèl·lules de Purkinje i podrien ser útils per a la planificació i desenvolupament d'experiments posteriors mitjançant el programari GENESIS.
També hi pot haver aplicacions biomèdiques del programari. Per exemple, St. Jude Medical a Europa ha desenvolupat un dispositiu GENESIS implantat.